# Инглунд, Джин
Джин Э. Инглунд (англ. Gene E. Englund; 21 октября 1917 года, Кеноша, штат Висконсин, США — 5 ноября 1995 года, Уиннебаго, штат Висконсин, США) — американский профессиональный баскетболист и тренер. Чемпион NCAA сезона 1940/1941 годов и чемпион НБЛ в сезоне 1941/1942 годов.

## Ранние годы
Джин Инглунд родился 21 октября 1917 года в городе Кеноша (штат Висконсин), учился в школе Райнлендер из одноимённого города, в которой играл за местную баскетбольную команду.

## Студенческая карьера
В 1941 году закончил Висконсинский университет в Мадисоне, где в течение трёх лет играл за баскетбольную команду «Висконсин Бэджерс», в которой провёл успешную карьеру. При Инглунде «Бэджерс» один раз выигрывали регулярный чемпионат и турнир конференции Big Ten (1941), помимо этого один раз выходили в плей-офф студенческого чемпионата США (1941).
В 1941 году «Висконсин Бэджерс» стали чемпионами Национальной ассоциации студенческого спорта (NCAA), Джин Инглунд, будучи капитаном команды, набрал рекордное в то время количество очков за сезон в истории команды (162), а по его итогам был признан самым ценным игроком конференции Big Ten и включён в 1-ю всеамериканскую сборную NCAA. 21 марта «Барсуки» вышли в финал четырёх турнира NCAA (англ. Final Four), где сначала в полуфинальном матче, 22 марта, в упорной борьбе обыграли команду Эдди Стралоски «Питтсбург Пантерс» со счётом 36—30, в котором Инглунд стал самым результативным игроком своей команды, набрав 11 очков, а затем в финальной игре, 29 марта, обыграли команду Кёрка Геберта «Вашингтон Стэйт Кугарз» со счётом 39—34, в которой Джин также стал самым результативным игроком своей команды, набрав 13 очков.
В 1991 году Джин Инглунд вместе со своим одноклубником Джоном Коцом был введён в Спортивный Зал Славы Висконсинского университета.

## Профессиональная карьера
Играл на позиции тяжёлого форварда и центрового. В 1941 году Джин Инглунд заключил соглашение с командой «Ошкош Олл-Старз», выступавшей в Национальной баскетбольной лиге (НБЛ) и уже в дебютном сезоне, будучи одноклубником Лероя Эдвардса и Чарли Шиппа, помог своей команде выиграть турнир НБЛ, став третьим по результативности игроком команды (164). Позже выступал за команды «Бруклин Индианс» (АБЛ), "Бостон Селтикс (НБА) и «Три-Ситис Блэкхокс» (НБА). Всего в НБЛ провёл 7 неполных сезонов, а в НБА — 1 сезон. Помимо этого один раз включался в 1-ю сборную всех звёзд НБЛ (1949). После упразднения лиги был включён в сборную всех времён НБЛ. Всего за карьеру в НБЛ Инглунд сыграл 209 игр, в которых набрал 2600 очков (в среднем 10,9 за игру), попутно став 3-м по результативности игроком НБЛ за всю историю лиги, хотя никогда не считался суперзвездой в лиге. В середине сезона 1949/1950 годов Джин Инглунд был обменян руководством «Селтикс» на Джона Мэнкена из «Три-Ситис Блэкхокс». Всего за карьеру в НБА сыграл 46 игр, в которых набрал 360 очков (в среднем 7,8 за игру) и сделал 41 передачу. Помимо этого Инглунд в составе «Олл-Старз» пять раз участвовал во Всемирном профессиональном баскетбольном турнире, став его победителем в 1942 году.

## Тренерская карьера
Последний сезон в качестве игрока в составе «Ошкош Олл-Старз», Инглунд был играющим тренером команды, проведя на этом посту 64 матча (1948—1949), по итогам которого его команда имела положительный баланс побед и поражений (37—27). В турнирной таблице она заняла первое место в Западном дивизионе и попала в плей-офф, где сначала в полуфинальной серии со счётом 3—1 обыграла клуб «Три-Ситис Блэкхокс», а затем проиграла в финальной серии команде «Андерсон Даффи Пэкерс» со счётом 0—3.

## Смерть
После завершения профессиональной карьеры игрока Джин Инглунд работал баскетбольным арбитром конференции Big Ten и НБА. Он умер 5 ноября 1995 года на 79-м году жизни на невключённой территории Уиннебаго, расположенной в небольшом городке Ошкош (штат Висконсин).

## Статистика

### Статистика в НБА
| Сезон                                                                                    | Команда   | Регулярный сезон | Регулярный сезон | Регулярный сезон | Регулярный сезон | Регулярный сезон | Регулярный сезон | Регулярный сезон | Регулярный сезон | Регулярный сезон | Регулярный сезон | Регулярный сезон | Серия плей-офф | Серия плей-офф | Серия плей-офф | Серия плей-офф | Серия плей-офф | Серия плей-офф | Серия плей-офф | Серия плей-офф | Серия плей-офф | Серия плей-офф | Серия плей-офф |
| Сезон                                                                                    | Команда   | GP               | GS               | MPG              | FG%              | 3P%              | FT%              | RPG              | APG              | SPG              | BPG              | PPG              | GP             | GS             | MPG            | FG%            | 3P%            | FT%            | RPG            | APG            | SPG            | BPG            | PPG            |
| ---------------------------------------------------------------------------------------- | --------- | ---------------- | ---------------- | ---------------- | ---------------- | ---------------- | ---------------- | ---------------- | ---------------- | ---------------- | ---------------- | ---------------- | -------------- | -------------- | -------------- | -------------- | -------------- | -------------- | -------------- | -------------- | -------------- | -------------- | -------------- |
| 1949/50                                                                                  | Бостон    | 24               |                  |                  | 37,2             |                  | 81,1             |                  | 0,7              |                  |                  | 8,2              | Не участвовал  | Не участвовал  | Не участвовал  | Не участвовал  | Не участвовал  | Не участвовал  | Не участвовал  | Не участвовал  | Не участвовал  | Не участвовал  | Не участвовал  |
| 1949/50                                                                                  | Три-Ситис | 22               |                  |                  | 38,9             |                  | 76,7             |                  | 1,1              |                  |                  | 7,5              | 2              |                |                | 20,0           |                | 81,8           |                | 0,5            |                |                | 5,5            |
|                                                                                          | Всего     | 46               |                  |                  | 38,0             |                  | 79,2             |                  | 0,9              |                  |                  | 7,8              | 2              |                |                | 20,0           |                | 81,8           |                | 0,5            |                |                | 5,5            |
| Наведите курсор мыши на аббревиатуры в заголовке таблицы, чтобы прочесть их расшифровку. |           |                  |                  |                  |                  |                  |                  |                  |                  |                  |                  |                  |                |                |                |                |                |                |                |                |                |                |                |